# À chaque pas
Chansons représentant la France au Concours Eurovision de la chanson
Monts et merveilles
(2003) Chacun pense à soi
(2005)
À chaque pas est une chanson du chanteur belge Jonatan Cerrada, le gagnant de À la recherche de la nouvelle star, parue sur son album Siempre 23 et sortie en single en 2004.
C'est la chanson représentant la France au Concours Eurovision de la chanson 2004 qui se déroulait à Istanbul, en Turquie.

## Concours Eurovision de la chanson
Elle est interprétée en français, langue nationale, et partiellement en espagnol, le choix de la langue étant libre au concours depuis 1999.
Il s'agit de la quatrième chanson interprétée lors de la soirée, après High (en) de Knut Anders Sørum (en) qui représentait la Norvège et avant Lane moje de Željko Joksimović et Ad Hoc Orchestra qui représentaient la Serbie-et-Monténégro. À l'issue du vote, elle a obtenu 40 points, se classant 15e sur 24 chansons,.

## Liste des titres
Singles de Jonatan Cerrada
Rien ne me changera (en)
(2003) Libre comme l'air
(2005)
| 1. | À chaque pas                         | Jonatan Cerrada | Benjamin Robbins, Steve Balsamo | 3:09 |
| 2. | I Still Believe (version en anglais) | Jonatan Cerrada | Benjamin Robbins, Steve Balsamo | 3:09 |

## Classements
| Classement (2004)                       | Meilleure position |
| --------------------------------------- | ------------------ |
| Belgique (Wallonie Ultratop 50 Singles) | 5                  |
| France (SNEP)                           | 12                 |
| Suisse (Schweizer Hitparade)            | 36                 |

| Classement de fin d'année (2004)        | Meilleure position |
| --------------------------------------- | ------------------ |
| Belgique (Wallonie Ultratop 50 Singles) | 51                 |

## Historique de sortie
| Pays   | Date | Format    | Label |
| ------ | ---- | --------- | ----- |
| France | 2004 | CD single | BMG   |